# Madonnan med den långa halsen
Madonnan med den långa halsen, även Madonnan med barnet och änglar, är en oljemålning av den italienske manieristiske konstnären Parmigianino. Den målades 1534–1540 och ingår i samlingarna på Uffizierna i Florens. 
Tavlan är Parmigianinos mest berömda och även hans sista; den var ofullbordad vid hans tidiga död 1540 (han var bara 37 år gammal). Han hade vid tiden återvänt till sin hemstad Parma (därav hans konstnärsnamn; egentligen hette han Francesco Mazzola) från Rom där han verkat under flera år. I Parma åtog han sig 1534 att på fem månader måla en altartavla till familjen Tagliaferris begravningskapell i kyrkan Santa Maria dei Servi. Beställaren Elena Baiardi Tagliaferri fick dock vänta i flera år och när tavlan placerades på avsedd plats 1542 lades en inskription till vid kolonnbasen: "Ett olyckligt öde förhindrade Francesco Mazzola från Parma att slutföra arbetet". Tavlan förvärvades 1698 av arvprins Ferdinando de' Medici. 
Manierismen kännetecknas av klara färger, utarbetade kompositioner, överdrivna former och dramatisk rörelse. Den realistiska och perspektivistiska avbildningen under högrenässansen med dess välbalanserade människogestalter kontrasteras av Parmigianino genom avsiktlig förvrängning av proportioner och rumsillusion. Målningens komposition är elegant behagfull och Jungfru Maria skildras som en svanhalsad skönhet placerad i en osannolik scen av ruiner och draperier. Såväl Maria och Jesusbarnet som den främre i änglaskaran till vänster har smala, extremt utdragna lemmar som vrider sig på ett onaturligt sätt och som inte stämmer med normala proportioner. Bakom Madonnan syns en kolonnad och en pygméartad figur som föreställer den helige Hieronymus. Han håller i en pergamentrulle och vänder sig mot en ofullbordad figur – endast fötterna syns – som var tänkt att föreställa Franciskus av Assisi.